# Prométhée (base de données)
Pour les articles homonymes, voir Prométhée (homonymie).
Prométhée est une base de données sur les incendies de forêts de la région méditerranéenne en France. Dès 1971, à la suite des grands incendies de 1970 et, en particulier, de celui du Tanneron (4 octobre 1970) qui coûta la vie à l’épouse et aux enfants de Martin Gray, l’État a décidé de doter la zone méditerranéenne d’un outil original permettant la connaissance statistique des feux de forêts et d‘en tirer des études permettant la mise en place d’actions dans les domaines de la prévention, de la prévision et de la lutte.
Conçue et lancée en 1973 par Maurice Gouiran, cette opération couvre 15 départements du Sud-Est et a été pilotée jusqu'en 2011 par Maurice Gouiran, au sein de la Préfecture des Bouches-du-Rhône, puis du Conseil général des Bouches-du-Rhône avec une maîtrise d’ouvrage de la Délégation à la Protection de la Forêt Méditerranéenne en liaison étroite avec les ministères chargés de l’Intérieur et de l’Agriculture. 
Depuis 2012, la maîtrise d'œuvre et confiée au nouvel établissement public formé par la fusion de l’Inventaire Forestier National et de l’Institut Géographique National.

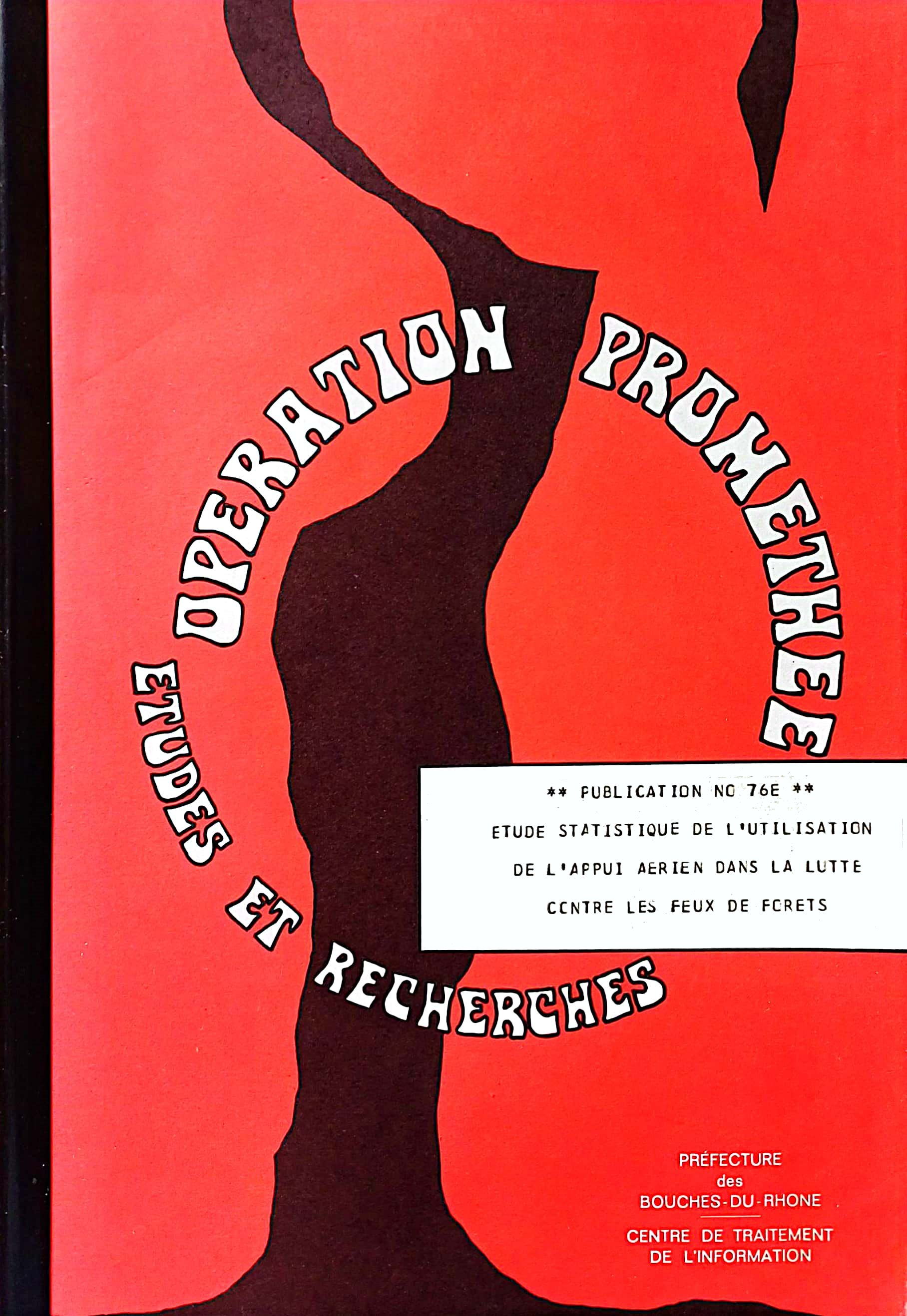
une des études publiée par l'Opération Prométhée en 1976

## Une base de données sur les incendies
Une base de données est un ensemble de fichiers homogènes, cohérents et représentatifs (sinon exhaustifs). Le problème initial qu'a dû résoudre Prométhée a été de regrouper les données en provenance de services divers, de faire travailler ensemble des acteurs de culture, de formation et d'expérience différentes, d'inventer une interface de communication et un langage commun. 
Car le problème des feux de forêts est traité en France - contrairement à ce qui se passe dans beaucoup d'autres pays - par des entités diverses et variées : des ministères différents gèrent les pompiers, les forestiers, les gendarmes, les moyens aériens, la météo, les gendarmes et la police. 
Des collectivités interviennent à plusieurs niveaux: la commune, le département, la région, l'état et des organismes interdépartementaux ont été créés. Ajoutons à cela des chercheurs, des enseignants de plus en plus nombreux qui s'ouvrent sur l'environnement, des entreprises, des associations qui proposent leur bénévolat et des médias friands de ces images fortes qui hantent nos étés.  
Prométhée a donc pour objectif de fédérer et d'harmoniser les données en provenance de sources diverses et de redistribuer les résultats à tous ceux qui sont concernés par le problème des incendies de forêts.

## Évolutions techniques
Dès la création de Prométhée, le papier a son heure de gloire. Chaque service concerné code des liasses à destinataires multiples qui sont ensuite converties en cartes perforées, puis en bandes magnétiques. Une trentaine d'études statistiques qui structurent durablement les politiques en matière de lutte contre les feux de forêts en résultent. 
En 1992, Prométhée devient la première banque télématique du monde sur les feux de forêt grâce au minitel et à sa version Prometel. Dès lors, elle utilise la saisie directe en ligne et l’interaction collaborative de ces transmissions par les services.
L’avènement d’internet permet de passer, dès 1997, sur le Web grâce au site www.promethee.com. Des versions successives voient le jour sans changer les fondements de la base de données, seuls les retours d’expérience issus de l’animation de Prométhée (comité de pilotage, groupes utilisateurs, correspondants dans les services départementaux) ont guidé les améliorations apportées.

## Zone couverte
La base de données ne couvre que la région méditerranéenne : régions Languedoc-Roussillon, PACA, Corse, et départements de l'Ardèche, de la Drome et des Hautes-Alpes.
En 2022, la base de données ne permet pas de faire des statistiques sur l'ensemble de la France. En particulier, elle ne tient pas compte des incendies ayant eu lieu dans la région Nouvelle-Aquitaine particulièrement touchée par les feux de forêt en 2022.

## Autres bases
La Base de données des incendies de forêt (BDIFF) collecte les informations sur l'ensemble du territoire français, y compris les causes des incendies.
La European Forest Fire Information System (EFFIS) recense en temps réel les hectares parcourus par les flammes dans les États membres de l'Union européenne ainsi que dans certains pays d'Afrique du Nord. Les statistiques relevées par EFFIS en France divergent de celles présentées par la BDIFF en raison d'une différence dans la méthode de comptabilisation, EFFIS s'appuyant sur un recensement satellitaire des feux sans distinguer s'il s'agit d'incendies de forêts ou de brûlage dirigé.